# Чета (община Девол)
Чeта (на албански: Çetë или Çeta), е село в Албания, част от община Девол, област Корча.

## География
Селото е разположено на 16 километра източно от град Корча по горното течение на река Девол в котловина между Грамос и Морава. Селото е на един километър южно от Божи град (Мирас), на отсрещния десен бряг на Девол.

## История
Според преданията на старите слимничени повечето от семействата на село Слимница (Трилофос), Костурско произхождат от Епир и от днес албанските села Чета, Ситница, Видово и други.
Според статистиката на Васил Кънчов („Македония. Етнография и статистика“) в 1900 година Чета заедно с Божи град има 600 жители арнаути мохамедани.
Според Георги Константинов Бистрицки Чета преди Балканската война има 80 албаномохамедански къщи.
До 2015 година селото е част от община Божи град (Мирас).